# МКХ-10: Клас XIX. Травми, отруєння та деякі інші наслідки дії зовнішніх причин (S)

## (S00-T98) Клас XIX. Травми, отруєння та деякі інші наслідки дії зовнішніх причин
Початок — блок розділів S. Продовження на іншій сторінці — блок розділів T.

### (S00-S09) Травми голови
| (S00)   | Поверхнева травма голови                                                          |
| (S00.0) | Поверхнева травма волосистої частини шкіри голови                                 |
| (S00.1) | Удар повіка та перискулярної області «Чорне око»                                  |
| (S00.2) | Інші поверхневі травми повіка та периокулярної області                            |
| (S00.3) | Поверхнева травма носа                                                            |
| (S00.4) | Поверхнева травма вуха                                                            |
| (S00.5) | Поверхнева травма губи та ротової порожнини                                       |
| (S00.7) | Численні поверхневі рани голови                                                   |
| (S00.8) | Поверхнева рана інших частин голови                                               |
| (S00.9) | Поверхнева травма невизначеної області                                            |
| (S01)   | Відкрита рана голови                                                              |
| (S01.0) | Відкрита рана волосистої частини голови                                           |
| (S01.1) | Відкрита рана повіка та навколоочної області                                      |
| (S01.2) | Відкрита рана носа                                                                |
| (S01.3) | Відкрита рана вуха                                                                |
| (S01.4) | Відкрита рана щоки та скронещелепної області                                      |
| (S01.5) | Відкрита рана губа та ротової порожнини                                           |
| (S01.7) | Численні відкриті рани голови                                                     |
| (S01.8) | Відкрита рана інших частин голови                                                 |
| (S01.9) | Відкрита рана голови, локалізація не установлена                                  |
| (S02)   | Перелом кісток черепа та обличчя                                                  |
| (S02.0) | Перелом склепіння черепа                                                          |
| (S02.1) | Перелом основи черепа                                                             |
| (S02.2) | Перелом кісток носа                                                               |
| (S02.3) | Перелом дна очниці                                                                |
| (S02.4) | Перелом кісток вилиці та верхньої щелепи                                          |
| (S02.5) | Перелом зубу                                                                      |
| (S02.6) | Перелом нижньої щелепи                                                            |
| (S02.7) | Численні переломи з залученням кісток черепа та обличчя                           |
| (S02.8) | Переломи інших кісток черепа та обличчя                                           |
| (S02.9) | Переломи кісток черепа та обличчя, локалізація неуточнена                         |
| (S03)   | Вивих, розтягнення та деформація суглобів та з'язок голови                        |
| (S03.0) | Вивих щелепи                                                                      |
| (S03.1) | Вивих хряща носової перегородки                                                   |
| (S03.2) | Зміщення зуба (коронки)                                                           |
| (S03.3) | Вивих інших та невизначених частин голови                                         |
| (S03.4) | Вивих та деформація щелепи                                                        |
| (S03.5) | Розтягнення та деформація суглобів та зв'язок інших та невизначених частин голови |
| (S04)   | Травма черепних нервів                                                            |
| (S04.0) | Травма зорового нерву та його провідних шляхів                                    |
| (S04.1) | Травма окуланаторного нерва                                                       |
| (S04.2) | Травма блокоподібного нерва                                                       |
| (S04.3) | Травма трійчастого нерва                                                          |
| (S04.4) | Травма відвідного нерва                                                           |
| (S04.5) | Травма лицьового нерва                                                            |
| (S04.6) | Травма слухового нерва                                                            |
| (S04.7) | Травма допоміжного нерва                                                          |
| (S04.8) | Травма інших черепних нервів                                                      |
| (S04.9) | Травма невизначеного черепного нерва                                              |
| (S05)   | Травма ока та очниці                                                              |
| (S05.0) | Пошкодження кон'юктиви та подряпина рогівки без згадки про стороннє тіло          |
| (S05.1) | Ушиб очного яблука та тканин очниці                                               |
| (S05.2) | Рвана рана ока та перфорація з випаданням чи відривом внутріочної тканини         |
| (S05.3) | Рвана рана ока без перфорації чи відриву внуртіочної тканини                      |
| (S05.4) | Проникна рана орбіти із стороннім тілом або без нього                             |
| (S05.5) | Проникна рана очного яблука із стороннім тілом                                    |
| (S05.6) | Проникна рана очного яблука без стороннього тіла                                  |
| (S05.7) | Відрив очного яблука                                                              |
| (S05.8) | Інші пошкодження ока та очниці                                                    |
| (S05.9) | Пошкодження ока та очниці, локалізація невизначена                                |
| (S06)   | Внутрішньочерепна травма                                                          |
| (S06.0) | Струс головного мозку                                                             |
| (S06.1) | Травматичний церебральний набряк                                                  |
| (S06.2) | Дифузне пошкодження головного мозку                                               |
| (S06.3) | Локалізоване порушення головного мозку                                            |
| (S06.4) | Епідуральний крововилив                                                           |
| (S06.5) | Травматичний субдуральний крововилив                                              |
| (S06.6) | Травматичний субарахноїдальний крововилив                                         |
| (S06.7) | Внутрішньочерепна травма з пролонговою комою                                      |
| (S06.8) | Інші внутрішньочерепні травми                                                     |
| (S06.9) | Внутрішньочерепна травма, неуточнена                                              |
| (S07)   | Розтрощення (роздавлення) голови                                                  |
| (S07.0) | Розтрощення (разгавлення) обличчя                                                 |
| (S07.1) | Розтрощення (разгавлення) черепа                                                  |
| (S07.8) | Розтрощення (разгавлення) інших частин голови                                     |
| (S07.8) | Розтрощення (разгавлення) голови, локалізація не уточнена                         |
| (S08)   | Травматична ампутація частини голови                                              |
| (S08.0) | Відрив волосистої частини голови                                                  |
| (S08.1) | Травматична ампутація вуха                                                        |
| (S08.8) | Травматична ампутація інших частин голови                                         |
| (S08.9) | Травматична ампутація неуточненої частини голови                                  |
| (S09)   | Інші та неуточнені травми голови                                                  |
| (S09.0) | Пошкодження кровоносних судин голови, не класифіковане в інших рубриках           |
| (S09.1) | Травма м'язів та сухожиль голови                                                  |
| (S09.2) | Травматичний перелом барабанної перетинки                                         |
| (S09.7) | Множинні травми голови                                                            |
| (S09.8) | Інші уточнені травми голови                                                       |
| (S09.9) | Неуточнені травми голови                                                          |

### (S10-S19) Травми шиї
| (S10)   | Поверхнева травма шиї                                                 |
| (S10.0) | Контузія горла                                                        |
| (S10.1) | Інші та невизначені поверхневі травми горла                           |
| (S10.7) | Множинні поверхневі травми шиї                                        |
| (S10.8) | Поверхнева травма інших частин шиї                                    |
| (S10.9) | Поверхнева травма шиї, локалізація невизначена                        |
| (S11)   | Відкрита рана шиї                                                     |
| (S11.0) | Відкрита рана з пошкодженням глотки та трахеї                         |
| (S11.1) | Відкрита рана з пошкодженням щитоподібної залози                      |
| (S11.2) | Відкрита рана з пошкодженням глотки та шийного відділу стравоходу     |
| (S11.7) | Множинні відкриті рани шиї                                            |
| (S11.8) | Відкрита рана інших частин шиї                                        |
| (S11.9) | Відкрита рана шиї, локалізація невизначена                            |
| (S12)   | Перелом шиї                                                           |
| (S12.0) | Перелом першого шийного хребця                                        |
| (S12.1) | Перелом другого шийного хребця                                        |
| (S12.2) | Перелом інших визначених шийних хребців                               |
| (S12.7) | Множинні переломи шийного відділу хребта                              |
| (S12.8) | Перелом інших відділів шиї                                            |
| (S12.9) | Перелом шиї, невизначений                                             |
| (S13)   | Вивих, розтягнення та деформація суглобів та зв'язок в області шиї    |
| (S13.0) | Травматичний перелом шийного внутріхребцевого диску                   |
| (S13.1) | Вивих шийного хребця                                                  |
| (S13.2) | Вивих іншого невизначеного відділу шиї                                |
| (S13.3) | Множинні вивихи шиї                                                   |
| (S13.4) | Вивих та деформація шийного відділу хребта                            |
| (S13.5) | Розтяг та деформація в області щитоподібної залози                    |
| (S13.6) | Вивих і розтяг суглобів та зв'язок інших та невизначених областей шиї |
| (S14)   | Травма нервів та спинного мозку в області шиї                         |
| (S14.0) | Контузія та набряк шийного відділу спинного мозку                     |
| (S14.1) | Інші та невизначені травми шийного відділу спинного мозку             |
| (S14.2) | Травма корінчиків нервів спинного мозку                               |
| (S14.3) | Травма плечового сплетіння                                            |
| (S14.4) | Травма периферійних нервів шийного відділу                            |
| (S14.5) | Травма шийних симпатичних нервів                                      |
| (S14.6) | Травма інших та невизначених нервів шиї                               |
| (S15)   | Травма кровоносних судин в області шиї                                |
| (S15.0) | Травма сонної артерії                                                 |
| (S15.1) | Травма хребцевої артерії                                              |
| (S15.2) | Травма зовнішньої яремної вени                                        |
| (S15.3) | Травма внутрішньої яремної вени                                       |
| (S15.7) | Множинна травма кров'яносних судин в області шиї                      |
| (S15.8) | Травма інших кров'яносних судин в області шиї                         |
| (S15.9) | Травма невизначених кров'яносних судин в області шиї                  |
| (S16)   | Травма м'яза та сухожилля в області шиї                               |
| (S17)   | Розтрощення шиї                                                       |
| (S17.0) | Розчавлена (розтражена) травма гортані та трахеї                      |
| (S17.8) | Розчавлена (розтражена) травма інших областей шиї                     |
| (S17.9) | Розчавлена (розтражена) травма шиї, локалізація не уточнена           |
| (S18)   | Травматична ампутація в області шиї                                   |
| (S19)   | Інші та неуточнені травми шиї                                         |
| (S19.7) | Множинні травми шиї                                                   |
| (S19.8) | Інші уточнені травми шиї                                              |
| (S19.9) | Неуточнені травми шиї                                                 |

### (S20-S29) Травми грудної клітки
| (S20)   | Поверхнева травма грудної клітки                                                         |
| (S20.0) | Забій молочної залози                                                                    |
| (S20.1) | Інші та невизначені поверхневі рани молочної залози                                      |
| (S20.2) | Забій грудної клітки                                                                     |
| (S20.3) | Інші поверхневі рани передньої стінки грудної клітки                                     |
| (S20.4) | Інші поверхневі рани задньої стінки грудної клітки                                       |
| (S20.7) | Множинні поверхневі рани грудної клітки                                                  |
| (S20.8) | Поверхневі рани інших та невизначених частин грудної клітки                              |
| (S21)   | Відкрита рана грудної клітки                                                             |
| (S21.0) | Відкрита рана молочної залози                                                            |
| (S21.1) | Відкрита рана передньої грудної клітки                                                   |
| (S21.2) | Відкрита рана задньої стінки грудної клітки                                              |
| (S21.7) | Множинні відкриті рани стінки грудної клітки                                             |
| (S21.8) | Відкриті рани інших частин грудної клітки                                                |
| (S21.9) | Відкрита рана грудної клітки, локалізація не визначена                                   |
| (S22)   | Перелом ребер, грудини та грудного відділу хребта                                        |
| (S22.0) | Перелом грудного відділу хребта                                                          |
| (S22.1) | Множинні переломи грудного відділу хребта                                                |
| (S22.2) | Перелом грудини                                                                          |
| (S22.3) | Перелом ребра                                                                            |
| (S22.4) | Множинні переломи ребер                                                                  |
| (S22.5) | «Хилитаюча» грудна клітка                                                                |
| (S22.8) | Перелом інших кісток грудної клітки                                                      |
| (S22.9) | Перелом кісток грудної клітки, частина не визначена                                      |
| (S23)   | Вивих, деформація та розтягнення суглобів та зв'язок грудної клітки                      |
| (S23.0) | Травматичний перелом внутрішньохребцевого диску грудного відділу хребта                  |
| (S23.1) | Зміщення грудних хребців                                                                 |
| (S23.2) | Зміщення інших та невизначених частин грудної клітки                                     |
| (S23.3) | Деформація та розтягнення відділу хребта                                                 |
| (S23.4) | Розтягнення та деформація ребер та грудини                                               |
| (S23.5) | Розтягнення та деформація інших та невизначених частин грудної клітки                    |
| (S24)   | Травма грудного відділу спинного мозку та нервів в області грудної клітки                |
| (S24.0) | Ушиб та набряк грудного відділу спинного мозку                                           |
| (S24.1) | Інші та невизначені травми грудного відділу спинного мозку                               |
| (S24.2) | Травма нервового стовбура грудного відділу хребта                                        |
| (S24.3) | Травма периферійних нервів грудної клітки                                                |
| (S24.4) | Травма грудних симпатичних нервів                                                        |
| (S24.5) | Травма інших нервів грудної клітки                                                       |
| (S24.6) | Травма невизначеного нерву грудної клітки                                                |
| (S25)   | Травма кровоносних судин грудної клітки                                                  |
| (S25.0) | Травма грудної аорти                                                                     |
| (S25.1) | Травма безіменної чи підключичної артерії                                                |
| (S25.2) | Травма верхньої порожнистої вени                                                         |
| (S25.3) | Травма безіменної чи підключної вени                                                     |
| (S25.4) | Травма легеневих кровоносних судин                                                       |
| (S25.5) | Травма міжреберних кровоносних судин                                                     |
| (S25.7) | Множинні травми кровоносних судин грудної клітки                                         |
| (S25.8) | Травма інших кровоносних судин грудної клітки                                            |
| (S25.9) | Травма невизначеної кровоносної судини грудної клітки                                    |
| (S26)   | Травма серця                                                                             |
| (S26.0) | Травма серця з крововиливом у навколосерцеву сумку                                       |
| (S26.8) | Інші травми серця                                                                        |
| (S26.9) | Травми серця, невизначені                                                                |
| (S27)   | Травма інших та неуточнених внутрішньогрудних органів                                    |
| (S27.0) | Травматичний пневмоторакс                                                                |
| (S27.1) | Травматичний гемоторакс                                                                  |
| (S27.2) | Травматичний гемопневмоторакс                                                            |
| (S27.3) | Інші травми легенів                                                                      |
| (S27.4) | Травма бронхів                                                                           |
| (S27.5) | Травма грудного відділу трахеї                                                           |
| (S27.6) | Травма плеври                                                                            |
| (S27.7) | Множинні травми внутрішньогрудних органів                                                |
| (S27.8) | Травма інших визначених внутрішньогрудних органів                                        |
| (S27.9) | Травма невизначеного внутрішньогрудного органу                                           |
| (S28)   | Розтрощення (розчавлення) грудної клітки та травматична ампутація частини грудної клітки |
| (S28.0) | Розтрощення (розгавлення) грудної клітки                                                 |
| (S28.1) | Травматична ампутація частини грудної клітки                                             |
| (S29)   | Інші та неуточнені травми грудної клітки                                                 |
| (S29.0) | Травма м'язу та сухожилля в області грудної клітки                                       |
| (S29.7) | Множинні травми грудної клітки                                                           |
| (S29.8) | Інші уточнені травми грудної клітки                                                      |
| (S29.9) | Неуточнені травми грудної клітки                                                         |

### (S30-S39) Травми живота, нижньої частини спини, поперекового відділу хребта та тазу
| (S30)   | Поверхнева травма живота, нижньої частини спини і тазу                                                     |
| (S30.0) | Ушиб нижньої частини спини та тазу                                                                         |
| (S30.1) | Ушиб стінки живота                                                                                         |
| (S30.2) | Ушиб зовнішніх статевих органів                                                                            |
| (S30.7) | Множинні поверхневі травми живота, нижньої частини спини та тазу                                           |
| (S30.9) | Поверхнева травма живота, нижньої частини спини та тазу, невизначена                                       |
| (S31)   | Відкрита рана живота, нижньої частини спини і тазу                                                         |
| (S31.0) | Відкрита рана в області нижньої частини спини та тазу                                                      |
| (S31.1) | Відкрита рана стінки живота                                                                                |
| (S31.2) | Відкрита рана чоловічого статевого члену                                                                   |
| (S31.3) | Відкрита рана мошонки та яєчок                                                                             |
| (S31.4) | Відкрита рана вагіни та вульви                                                                             |
| (S31.5) | Інша рана інших та невизначених зовнішніх статевих органів                                                 |
| (S31.7) | Множинні відкриті рани живота, нижньої частини спини та тазу                                               |
| (S31.8) | Відкрита рана інших та невизначених частин живота                                                          |
| (S32)   | Перелом поперекового відділу хребта та кісток тазу                                                         |
| (S32.0) | Перелом поперекового хребця                                                                                |
| (S32.1) | Перелом крижів                                                                                             |
| (S32.2) | Перелом куприка                                                                                            |
| (S32.3) | Перелом здухвинної кістки                                                                                  |
| (S32.4) | Перелом вертлюжної западини (ямки)                                                                         |
| (S32.5) | Перелом лонних кісток                                                                                      |
| (S32.7) | Множинні переломи поперекового відділу хребта та кісток тазу                                               |
| (S32.8) | Перелом інших та невизначених кісток поперекового відділу хребта та тазу                                   |
| (S33)   | Вивих, деформація та розтягнення суглобів та зв'язок поперекового відділу хребта і тазу                    |
| (S33.0) | Травматичний перелом поперекового внутрішньохребцевого диску                                               |
| (S33.1) | Вивих поперекового хребця                                                                                  |
| (S33.2) | Вивих крижисто-здухвинного та крижисто-кібчикового суглобу                                                 |
| (S33.3) | Зміщення інших та невизначених частин поперекового відділу хребта та тазу                                  |
| (S33.4) | Травматичний перелом лонного сполучення                                                                    |
| (S33.5) | Зміщення та деформація поперекового відділу хребта                                                         |
| (S33.6) | Зміщення та деформація крижисто-здухвинного сполучення                                                     |
| (S33.7) | Зміщення та деформація інших та невизначених частин поперекового відділу хребта та тазу                    |
| (S34)   | Травма нервів поперекового відділу спинного мозку та нервів в області живота, нижньої частини спини і тазу |
| (S34.0) | Контузія та набряк поперекового відділу спинного мозку                                                     |
| (S34.1) | Інші травми поперекового відділу спинного мозку                                                            |
| (S34.2) | Травма кореню нерва поперекового та крижистого відділу спинного мозку                                      |
| (S34.3) | Травма кінського хвоста                                                                                    |
| (S34.4) | Травма попереково-крижистого сплетіння                                                                     |
| (S34.5) | Травма поперекових, крижових та тазових симпатичних нервів                                                 |
| (S34.6) | Травма периферійного(них) нерву(вів) живота, нижнього відділу спини та тазу                                |
| (S34.8) | Травма інших та невизначених нервів в області живота, нижнього відділу спини та тазу                       |
| (S35)   | Травма кровоносних судин в області живота, нижньої частини спини і тазу                                    |
| (S35.0) | Травма черевної аорти                                                                                      |
| (S35.1) | Травма нижньої порожнистої вени                                                                            |
| (S35.2) | Травма черевної мезентеріальної артерії                                                                    |
| (S35.3) | Травма воротної чи селезінкової вени                                                                       |
| (S35.4) | Травма ниркових кровоносних судин                                                                          |
| (S35.5) | Травма здухвинних кровоносних судин                                                                        |
| (S35.7) | Травма множинних кровоносних судин в області живота, нижньої частини спини та тазу                         |
| (S35.8) | Травма інших кровоносних судин в області живота, нижньої частини спини та тазу                             |
| (S35.9) | Травма невизначених кровоносних судин в області живота, нижньої частини спини та тазу                      |
| (S36)   | Травма внутрішніх черевних органів                                                                         |
| (S36.0) | Травма селезінки                                                                                           |
| (S36.1) | Травма печінки чи жовчного міхура                                                                          |
| (S36.2) | Травма підшлункової залози                                                                                 |
| (S36.3) | Травма шлунку                                                                                              |
| (S36.4) | Травма тонких кишок                                                                                        |
| (S36.5) | Травма товстих кишок                                                                                       |
| (S36.6) | Травма прямої кишки                                                                                        |
| (S36.7) | Множинні травми внутрішньочеревних органів                                                                 |
| (S36.8) | Травма інших внутрішньочеревних органів                                                                    |
| (S36.9) | Травма неуточнених внутрішньочеревних органів                                                              |
| (S37)   | Травма органів тазу                                                                                        |
| (S37.0) | Травма нирки                                                                                               |
| (S37.1) | Травма сечоводу                                                                                            |
| (S37.2) | Травма сечового міхура                                                                                     |
| (S37.3) | Травма сечовивідного каналу                                                                                |
| (S37.4) | Травма яєчника                                                                                             |
| (S37.5) | Травма фаллопієвої труби                                                                                   |
| (S37.6) | Травма матки                                                                                               |
| (S37.7) | Множинна травма органів тазу                                                                               |
| (S37.8) | Травма інших органів тазу                                                                                  |
| (S37.9) | Травма невизначеного органу тазу                                                                           |
| (S38)   | Розтрощення (розчавлення) та травматична ампутація частини живота, нижньої частини спини і тазу            |
| (S38.0) | Розтрощення (розчавлення) зовнішніх статевих органів                                                       |
| (S38.1) | Розтрощення (розчавлення) інших та невизначених частин живота, нижньої частини спини і тазу                |
| (S38.2) | Травматична ампутація зовнішніх статевих органів                                                           |
| (S38.3) | Травматична ампутація інших та неуточнених частин живота, нижньої частини спини і тазу                     |
| (S39)   | Інші та неуточнені травми живота, нижньої частини спини і тазу                                             |
| (S39.0) | Травма м'язів та сухожиль живота, нижньої частини спини і тазу                                             |
| (S39.6) | Травма внутрішньочеревного(них) органу(нів) разом в тазовим(и) органом(нами)                               |
| (S39.7) | Інші множинні травми живота, нижньої частини спини і тазу                                                  |
| (S39.8) | Інші уточнені травми живота, нижньої частини спини і тазу                                                  |
| (S39.9) | Неуточнені травми живота, нижньої частини спини і тазу                                                     |

### (S40-S49) Травми плеча та плечового поясу
| (S40)   | Поверхнева травма плеча та плечового поясу                               |
| (S40.0) | Ушиб плеча та плечового поясу                                            |
| (S40.7) | Множинні поверхневі травми плеча та плечового поясу                      |
| (S40.8) | Інші поверхневі травми плеча та плечового поясу                          |
| (S40.9) | Поверхневі травми плеча та плечового поясу, неуточнені                   |
| (S41)   | Відкрита рана плеча та плечового поясу                                   |
| (S41.0) | Відкрита травма плеча                                                    |
| (S41.0) | Відкрита травма плечового поясу                                          |
| (S41.7) | Множинні відкриті травми плеча та плечового поясу                        |
| (S41.8) | Відкрита травма інших та неуточнених частин плечового поясу              |
| (S42)   | Перелом плеча та плечового поясу                                         |
| (S42.0) | Перелом ключиці                                                          |
| (S42.1) | Перелом лопатки                                                          |
| (S42.2) | Перелом верхнього кінця плечової кістки                                  |
| (S42.3) | Перелом діафізу плечової кістки                                          |
| (S42.4) | Перелом нижнього кінця плечової кістки                                   |
| (S42.7) | Множинні переломи ключиці, лопатки та плечової кістки                    |
| (S42.8) | Перелом інших частин плеча та плечового поясу                            |
| (S42.9) | Перелом невизначеної частини плечового поясу                             |
| (S43)   | Вивих, деформація та розтягнення суглобів та зв'язок плечового поясу     |
| (S43.0) | Вивих плечового суглоба                                                  |
| (S43.1) | Вивих акроміально-ключичного суглобу                                     |
| (S43.2) | Вивих грудино-ключичного суглобу                                         |
| (S43.3) | Вивих інших та невизначених частин плечового поясу                       |
| (S43.4) | Розтягнення та деформація плечового суглобу                              |
| (S43.5) | Розтягнення та деформація акроміально-ключичного суглобу                 |
| (S43.6) | Розтягнення та деформація грудино-ключичного суглоба                     |
| (S43.7) | Розтягнення та деформація інших та невизначених частин плечового поясу   |
| (S44)   | Травма нервів в області плеча та плечового поясу                         |
| (S44.0) | Травма ліктьового нерву в області плечового поясу                        |
| (S44.1) | Травма медіального нерву в області плечового поясу                       |
| (S44.2) | Травма променевого нерву в області плечового поясу                       |
| (S44.3) | Травма аксилярного нерву                                                 |
| (S44.4) | Травма шкірно-м'язового нерву                                            |
| (S44.5) | Травма сенсорного нерву шкіри в області плеча та плечового поясу         |
| (S44.7) | Множинні травми нервів в області плеча та плечового поясу                |
| (S44.8) | Травма інших нервів в області плеча та плечового поясу                   |
| (S44.9) | Травма неуточненого нерву в області плеча та плечового поясу             |
| (S45)   | Травма кровоносних судин в області плеча та плечового поясу              |
| (S45.0) | Травма аксилярної артерії                                                |
| (S45.1) | Травма плечової артерії                                                  |
| (S45.2) | Травма аксилярної чи плечевої вени                                       |
| (S45.3) | Травма поверхневої вени в області плеча та плечового поясу               |
| (S45.7) | Множинна травма кровоносних судин в області плеча та плечового поясу     |
| (S45.8) | Травма інших кровоносних судин в області плеча та плечового поясу        |
| (S45.9) | Травма неуточнених кровоносних судин в області плеча та плечового поясу  |
| (S46)   | Травма м'яза та сухожилля в області плеча та плечового поясу             |
| (S46.0) | Травма сухожилля абертальної манжети плеча                               |
| (S46.1) | Травма м'язу та сухожилля довгої головки біцепса                         |
| (S46.2) | Травма м'язу та сухожилля інших частин біцепса                           |
| (S46.3) | Травма м'язу та сухожилля трицепса                                       |
| (S46.7) | Множинна травма м'язів та сухожиль в області плеча та плечового поясу    |
| (S46.8) | Травма інших м'язів та сухожиль в області плеча та плечового поясу       |
| (S46.9) | Травма неуточнених м'язів та сухожиль в області плеча та плечового поясу |
| (S47)   | Розтрощення (розчавлення) плеча та плечового поясу                       |
| (S48)   | Травматична ампутація плеча та плечового поясу                           |
| (S48.0) | Травматична ампутація в області плечового суглобу                        |
| (S48.1) | Травматична ампутація на рівні між плечем та ліктем                      |
| (S48.9) | Травматична ампутація плеча та плечового поясу на невизначеному рівні    |
| (S49)   | Інші та неуточнені травми плеча та плечового поясу                       |
| (S49.7) | Множинні травми плеча та плечового поясу                                 |
| (S49.8) | Інші уточнені травми плеча та плечового поясу                            |
| (S49.9) | Неуточнені травми плеча та плечового поясу                               |

### (S50-S59) Травми ліктя та передпліччя
| (S50)   | Поверхнева травма передпліччя                                                                 |
| (S50.0) | Удар ліктя                                                                                    |
| (S50.1) | Удар ліктя та неуточнених частин передпліччя                                                  |
| (S50.7) | Множинні поверхневі травми передпліччя                                                        |
| (S50.8) | Інші поверхневі травми передпліччя                                                            |
| (S50.9) | Поверхневі травми передпліччя, неуточнені                                                     |
| (S51)   | Відкрита рана передпліччя                                                                     |
| (S51.0) | Відкрита травма ліктя                                                                         |
| (S51.7) | Множинні відкриті травми передпліччя                                                          |
| (S51.8) | Відкрита травма інших частин передпліччя                                                      |
| (S51.9) | Відкрита травма передпліччя, частина невизначена                                              |
| (S52)   | Перелом передпліччя                                                                           |
| (S52.0) | Перелом верхнього кінця ліктьової кістки                                                      |
| (S52.1) | Перелом верхнього кінця променевої кістки                                                     |
| (S52.2) | Перелом діафіза ліктьової кістки                                                              |
| (S52.3) | Перелом діафіза променевої кістки                                                             |
| (S52.4) | Перелом діафізів ліктьової та променевої кісток                                               |
| (S52.5) | Перелом нижнього кінця променевої кістки                                                      |
| (S52.6) | Перелом нижніх кінців ліктьової та променевої кісток                                          |
| (S52.7) | Множинні переломи передпліччя                                                                 |
| (S52.8) | Перелом інших частин передпліччя                                                              |
| (S52.9) | Перелом неуточненої частини передпліччя                                                       |
| (S53)   | Вивих, деформація та розтягнення суглобів та зв'язок ліктя                                    |
| (S53.0) | Вивих головки променевої кістки                                                               |
| (S53.1) | Вивих ліктя, невизначений                                                                     |
| (S53.3) | Травматичний розрив ліктьової коллатеральної зв'язки                                          |
| (S53.4) | Розтягнення та деформація ліктя                                                               |
| (S54)   | Травма нервів в області передпліччя                                                           |
| (S54.0) | Травма ліктьового нерва в області передпліччя                                                 |
| (S54.1) | Травма медіального нерву в області передпліччя                                                |
| (S54.2) | Травма променевого нерву в області передпліччя                                                |
| (S54.3) | Травма шкірних сенсорних нервів шкіри передпліччя                                             |
| (S54.7) | Травма множинних нервів передпліччя                                                           |
| (S54.8) | Травма інших нервів передпліччя                                                               |
| (S54.9) | Травма неуточнених нервів передпліччя                                                         |
| (S55)   | Травма кровоносних судин в області передпліччя                                                |
| (S55.0) | Травма ліктьової артерії передпліччя                                                          |
| (S55.1) | Травма променевої артерії передпліччя                                                         |
| (S55.2) | Травма вен передпліччя                                                                        |
| (S55.7) | Травма множинних кровоносних судин передпліччя                                                |
| (S55.8) | Травма інших кровоносних судин передпліччя                                                    |
| (S55.9) | Травма неуточнених кровоносних судин передпліччя                                              |
| (S56)   | Травма м'язів та сухожилля в області передпліччя                                              |
| (S56.0) | Травма згинальних м'язів і сухожиль великого пальця кисті в області передпліччя               |
| (S56.1) | Травма згинальних м'язів і сухожиль інших пальців кисті в області передпліччя                 |
| (S56.2) | Травма інших згинальних м'язів і сухожиль в області передпліччя                               |
| (S56.3) | Травма розгинальних і відвідних м'язів і сухожиль великого пальця кисті в області передпліччя |
| (S56.4) | Травма розгинальних м'язів і сухожиль інших пальців кисті в області передпліччя               |
| (S56.5) | Травма інших розгинальних м'язів і сухожиль в області передпліччя                             |
| (S56.7) | Травма множинних м'язів і сухожиль в області передпліччя                                      |
| (S56.8) | Травма інших і неуточнених м'язів і сухожиль в області передпліччя                            |
| (S57)   | Розтрощення (розчавлення) передпліччя                                                         |
| (S57.0) | Розчавлення (розтрощення) ліктя                                                               |
| (S57.8) | Розчавлення (розтрощення) інших частин передпліччя                                            |
| (S57.9) | Розчавлення (розтрощення) передпліччя, локалізація неуточнена                                 |
| (S58)   | Травматична ампутація передпліччя                                                             |
| (S58.0) | Травматична ампутація на рівні ліктьового суглобу                                             |
| (S58.1) | Травматична ампутація між ліктем і зап'ястям                                                  |
| (S58.9) | Травматична ампутація передпліччя, локалізація неуточнена                                     |
| (S59)   | Інші та неуточнені травми передпліччя                                                         |
| (S59.7) | Численні травми передплеччя                                                                   |
| (S59.8) | Інші уточнені травми передпліччя                                                              |
| (S59.9) | Неуточнені травми передпліччя                                                                 |

### (S60-S69) Травми запястя та кисті
| (S60)   | Поверхнева травма зап'ястя та кисті                                                                     |
| (S60.0) | Удар пальця (ів) без пошкодження нігтя                                                                  |
| (S60.1) | Удар пальця (ів) з пошкодження нігтя                                                                    |
| (S60.2) | Удар інших частин зап'ястя і кисті                                                                      |
| (S60.7) | Множинні поверхневі травми зап'ястя і кисті                                                             |
| (S60.8) | Інші поверхневі травми зап'ястя і кисті                                                                 |
| (S60.9) | Поверхневі травми зап'ястя і кисті, неуточнені                                                          |
| (S61)   | Відкрита рана зап'ястя та кисті                                                                         |
| (S61.0) | Відкрита рана пальця (ів) без пошкодження нігтя                                                         |
| (S61.1) | Відкрита рана пальця (ів) з пошкодженням нігтя                                                          |
| (S61.7) | Численні рани зап'ястя і кисті                                                                          |
| (S61.9) | Відкрита рана зап'ястя та кисті, локалізація неуточнена                                                 |
| (S62)   | Перелом в області зап'ястя та кисті                                                                     |
| (S62.0) | Перелом (човноподібної) кістки                                                                          |
| (S62.1) | Перелом інших кісток(и) зап'ястя                                                                        |
| (S62.2) | Перелом першої п'ястної кістки                                                                          |
| (S62.3) | Перелом інших п'ястних кісток                                                                           |
| (S62.4) | Множинні переломи п'ястних кісток                                                                       |
| (S62.5) | Перелом великого пальця кисті                                                                           |
| (S62.6) | Перелом інших пальців                                                                                   |
| (S62.7) | Численні переломи пальців                                                                               |
| (S62.8) | Перелом інших та неуточнених частин зап'ястя та кисті руки                                              |
| (S63)   | Вивих, деформація та розтягнення суглобів та зв'язок в області зап'ястя та кисті                        |
| (S63.0) | Вивих зап'ястя                                                                                          |
| (S63.1) | Вивих пальця                                                                                            |
| (S63.2) | Множинні вивихи пальців                                                                                 |
| (S63.3) | Травматичний розрив зв'язок зап'ястя і кисті руки                                                       |
| (S63.4) | Травматичний розрив зв'язок пальця в зоні метакарпофалангового суглоба(ів) і міжфалангового суглоба(ів) |
| (S63.5) | Розтягнення і деформація кисті руки                                                                     |
| (S63.6) | Розтягнення і деформація пальця(ів)                                                                     |
| (S63.7) | Розтягнення і деформація невизначеної частини кисті                                                     |
| (S64)   | Травма нервів в області зап'ястя та кисті                                                               |
| (S64.0) | Травма ліктевого нерва в області зап'ястя та кисті                                                      |
| (S64.1) | Травма медіального нерва в області зап'ястя та кисті                                                    |
| (S64.2) | Травма променевого нерва в області зап'ястя та кисті                                                    |
| (S64.3) | Травма пальцевого нерва на великому пальці руки                                                         |
| (S64.4) | Травма пальцевих нервів на інших пальцях руки                                                           |
| (S64.7) | Травма численних нервів в області зап'ястя та кисті                                                     |
| (S64.8) | Травма інших нервів в області зап'ястя та кисті                                                         |
| (S64.8) | Травма неуточнених нервів в області зап'ястя та кисті                                                   |
| (S65)   | Травма кровоносних судин в області зап'ястя та кисті                                                    |
| (S65.0) | Травма ліктьової артерії в області зап'ястя та кисті                                                    |
| (S65.1) | Травма променевої артерії в області зап'ястя та кисті                                                   |
| (S65.2) | Травма поверхневої долонної дуги                                                                        |
| (S65.3) | Травма глибокої долонної дуги                                                                           |
| (S65.4) | Травма кровоносних судин(и) великого пальця руки                                                        |
| (S65.5) | Травма кровоносних судин(и) інших пальців                                                               |
| (S65.7) | Травма множинних кровоносних судин в області зап'ястя та кисті                                          |
| (S65.9) | Травма неуточнених кровоносних судин в області зап'ястя та кисті                                        |
| (S66)   | Травма м'яза та сухожилля в області зап'ястя та кисті                                                   |
| (S66.0) | Травма довгого м'яза-згинача та сухожилля великого пальця в області зап'ястя та кисті                   |
| (S66.1) | Травма м'яза-згинача та сухожилля на інших пальцях в області зап'ястя та кисті                          |
| (S66.2) | Травма м'яза-розгинача та сухожилля великого пальця в області зап'ястя та кисті                         |
| (S66.3) | Травма м'яза-розгинача та сухожилля на інших пальцях в області зап'ястя та кисті                        |
| (S66.4) | Травма внутрішнього м'яза та сухожилля великого пальця в області зап'ястя та кисті                      |
| (S66.5) | Травма внутрішніх м'язів та сухожиль інших пальців кисті                                                |
| (S66.6) | Травма множинних згинальних м'язів та зв'язок в області зап'ястя та кисті                               |
| (S66.7) | Травма численних розгинальних м'язів та сухожиль в області зап'ястя та кисті                            |
| (S66.8) | Травма інших м'язів та сухожиль в області зап'ястя та кисті                                             |
| (S66.9) | Травма неуточнених м'язів та сухожиль в області зап'ястя та кисті                                       |
| (S67)   | Розтрощення (роздавлення) зап'ястя та кисті                                                             |
| (S67.0) | Розтрощення великого пальця руки та інших пальців(я)                                                    |
| (S67.8) | Розтрощення інших та неуточнених областей зап'ястя та кисті                                             |
| (S68)   | Травматична ампутація зап'ястя та кисті                                                                 |
| (S68.0) | Травматична ампутація великого пальця руки (повна)(часткова)                                            |
| (S68.1) | Травматична ампутація іншого одного пальця (повна)(часткова)                                            |
| (S68.2) | Травматична ампутація двох і більше пальців (повна)(часткова)                                           |
| (S68.3) | Комбінована травматична ампутація частини пальця(ів) з іншими частинами зап'ястя та кисті               |
| (S68.4) | Травматична ампутація кисті в області зап'ястя                                                          |
| (S68.8) | Травматична ампутація інших частин зап'ястя та кисті                                                    |
| (S68.9) | Травматична ампутація зап'ястя та кисті, локалізація неуточнена                                         |
| (S69)   | Інші та неуточнені травми зап'ястя та кисті                                                             |
| (S69.7) | Множинні травми зап'ястя та кисті                                                                       |
| (S69.8) | Інші уточнені травми зап'ястя та кисті                                                                  |
| (S69.9) | Неуточнені травми зап'ястя та кисті                                                                     |

### (S70-S79) Травми ділянки тазостегнового суглоба та стегна
| (S70)   | Поверхнева травма області тазо-стегнового суглоба та стегна                                  |
| (S70.0) | Контузія в області тазостегнового суглобу та стегна                                          |
| (S70.1) | Контузія стегна                                                                              |
| (S70.7) | Множинні поверхневі травми в області тазостегнового суглобу та стегна                        |
| (S70.8) | Інші поверхневі травми в області тазостегнового суглобу та стегна                            |
| (S70.9) | Поверхнева травма в області тазостегнового суглобу та стегна                                 |
| (S71)   | Відкрита рана в області тазо-стегнового суглобу та стегна                                    |
| (S71.0) | Відкрита рана в області тазостегнового суглобу                                               |
| (S71.1) | Відкрита рана в області стегна                                                               |
| (S71.7) | Множинні відкриті рани в області тазостегнового суглобу та стегна                            |
| (S71.8) | Відкрита рана інших та неуточнених частин тазового поясу                                     |
| (S72)   | Перелом стегнової кістки                                                                     |
| (S72.0) | Перелом шийки стегна                                                                         |
| (S72.1) | Чрезвертельний перелом                                                                       |
| (S72.2) | Подвертельний перелом                                                                        |
| (S72.3) | Перелом тіла стегнової кістки                                                                |
| (S72.4) | Перелом дистального кінця стегнової кістки                                                   |
| (S72.7) | Множинні переломи стегнової кістки                                                           |
| (S72.8) | Переломи інших частин стегнової кістки                                                       |
| (S72.9) | Перелом стегна, локалізація неуточнена                                                       |
| (S73)   | Вивих, деформація кісток та розтягнення зв'язок тазо-стегнового суглоба                      |
| (S73.0) | Вивих стегна                                                                                 |
| (S73.1) | Розтягнення та деформація тазостегнового суглоба                                             |
| (S74)   | Травма нервів в області тазо-стегнового суглоба та стегна                                    |
| (S74.0) | Травма сідничного нерва в області тазостегнового суглобу та стегна                           |
| (S74.1) | Травма стегнового нерва в області тазостегнового суглобу та стегна                           |
| (S74.2) | Травма сенсорного нерва шкіри в області тазостегнового суглобу та стегна                     |
| (S74.7) | Травма численних нервів в області тазостегнового суглобу та стегна                           |
| (S74.8) | Травма інших нервів в області тазостегневого суглоба та стегна                               |
| (S74.9) | Травма неуточнених нервів в області тазостегневого суглоба та стегна                         |
| (S75)   | Травма кровоносних судин в області тазо-стегнового суглоба та стегна                         |
| (S75.0) | Травма стегневої артерії                                                                     |
| (S75.1) | Травма стегневої вени в області тазостегневого суглоба та стегна                             |
| (S75.2) | Травма великої підшкірної вени в області тазостегневого суглоба та стегна                    |
| (S75.7) | Травма численних судин в області тазостегневого суглоба та стегна                            |
| (S75.8) | Травма інших кровоносних судин в області тазостегневого суглоба та стегна                    |
| (S75.9) | Травма неуточнених кровоносних судин в області тазостегневого суглоба ста стегна             |
| (S76)   | Травма м'язів та сухожилля в області тазо-стегнового суглоба та стегна                       |
| (S76.0) | Травма м'язів та сухожиль в області тазостегневого суглоба                                   |
| (S76.1) | Травма чотириголового м'яза та сухожилля                                                     |
| (S76.2) | Травма привідного м'яза та сухожилля стегна                                                  |
| (S76.3) | Травма м'язів та сухожиль задньої групи м'язів в області стегна                              |
| (S76.4) | Травма інших та неустановлених м'язів і сухожиль в області стегна                            |
| (S76.7) | Травма численних м'язів та сухожиль в області тазостегневого суглоба та стегна               |
| (S77)   | Розтрощення (роздавлення) в області тазо-стегнового суглоба та стегна                        |
| (S77.0) | Розтрощення (розчавлення) тазостегневого суглобу                                             |
| (S77.1) | Розтрощення (розчавлення) стегна                                                             |
| (S77.2) | Розтрощення (розчавлення) тазостегневого суглобу та стегна                                   |
| (S78)   | Травматична ампутація тазо-стегнового суглоба та стегна                                      |
| (S78.0) | Травматична ампутація на рівні стегневого суглоба                                            |
| (S78.1) | Травматична ампутація на рівні між стегном та коліном                                        |
| (S78.9) | Травматична ампутація в області тазостегневого суглобу та стегна, локалізація не установлена |
| (S79)   | Інші та неуточнені травми в області тазо-стегнового суглоба та стегна                        |
| (S79.7) | Множинні травми в області тазостегневого суглобу та стегна                                   |
| (S79.8) | Інші уточнені травми в області тазостегневого суглоба та стегна                              |
| (S79.9) | Неуточнені травми в області тазостегневого суглобу та стегна                                 |

### (S80-S89) Травми коліна та гомілки
| (S80)   | Поверхнева травма гомілки                                                                              |
| (S80.0) | Контузія (забій) коліна                                                                                |
| (S80.1) | Контузія (забій) інших і неуточнених ділянок гомілки                                                   |
| (S80.7) | Численні поверхневі травми гомілки                                                                     |
| (S80.8) | Інші поверхневі травми гомілки                                                                         |
| (S80.9) | Поверхнева травма гомінки, неуточнена                                                                  |
| (S81)   | Відкрита рана гомілки                                                                                  |
| (S81.0) | Відкрита рана коліна                                                                                   |
| (S81.7) | Численні відкриті рани гомілки                                                                         |
| (S81.8) | Відкрита рана ділянок гомілки                                                                          |
| (S81.9) | Відкрита рана гомілки                                                                                  |
| (S82)   | Перелом гомілки, вклюючаючи гомілкоступневий суглоб                                                    |
| (S82.0) | Перелом наколінка                                                                                      |
| (S82.1) | Перелом верхнього кінця великогомілкової кістки                                                        |
| (S82.2) | Перелом стовбура великогомілкової кістки                                                               |
| (S82.3) | Перелом нижэнього кінця великогомілкової кістки                                                        |
| (S82.4) | Перелом виключно малогомілкової кістки                                                                 |
| (S82.5) | Перелом медіальної щиколотки                                                                           |
| (S82.6) | Перелом латеральної щиколотки                                                                          |
| (S82.7) | Численні переломи гомілки                                                                              |
| (S82.8) | Переломи інших ділянок гомілки                                                                         |
| (S82.9) | Перелом гомілки, локалізація неуточнена                                                                |
| (S83)   | Вивих, розтягнення та деформація суглобів та зв'язок коліна                                            |
| (S83.0) | Вивих надколінка                                                                                       |
| (S83.1) | Вивих колінного суглоба                                                                                |
| (S83.2) | Розрив меніска, свіжий                                                                                 |
| (S83.3) | Розрив хряща колінного суглоба, свіжий                                                                 |
| (S83.4) | Розтягнення і деформація бокових зв'язок великогомілково-малогомілкового зчленування колінного суглоба |
| (S83.5) | Розтягнення і деформація хрестоподібних зв'язок колінного суглоба (передньої)(задньої)                 |
| (S83.6) | Розтягнення і деформація інших і неуточнених ділянок колінного суглобу                                 |
| (S83.7) | Численні структурні пошкодження колінного суглобу                                                      |
| (S84)   | Травма нервів в області гомілки                                                                        |
| (S84.0) | Травма великогомілкового нерва гомілки                                                                 |
| (S84.1) | Травма малокогомілкового нерва гомілки                                                                 |
| (S84.2) | Травма сенсорного нерва шкіри гомілки                                                                  |
| (S84.3) | Травма численних нервів гомілки                                                                        |
| (S84.8) | Травма інших нервів гомілки                                                                            |
| (S84.9) | Травма неуточнених нервів гомілки                                                                      |
| (S85)   | Травма кровоносних судин в області гомілки                                                             |
| (S85.0) | Пошкодження підколінної артерії                                                                        |
| (S85.1) | Пошкодження (передньої)(задньої) великогомілкової артерії                                              |
| (S85.2) | Пошкодження малогомілкової артерії                                                                     |
| (S85.3) | Пошкодження великої підшкірної вени в області гомілки                                                  |
| (S85.4) | Пошкодження малої підшкірної вени в області гомілки                                                    |
| (S85.5) | Пошкодження підколінної вени                                                                           |
| (S85.7) | Пошкодження численних кровоносних судин в області гомілки                                              |
| (S85.8) | Пошкодження інших кровоносних судин в області гомілки                                                  |
| (S85.9) | Пошкодження неуточнених кровоносних судин в області гомілки                                            |
| (S86)   | Травма м'яза та сухожилля в області гомілки                                                            |
| (S86.0) | Травма Ахіллового сухожилля                                                                            |
| (S86.1) | Травма інших м'яза(ів) і сухожилля(ль) задньої групи м'язів гомілки                                    |
| (S86.2) | Травма м'яза і сухожилля(ль) передньої групи м'язів гомілки                                            |
| (S86.3) | Травма м'яза(ів) і сухожилля(ль) із групи м'язів малої гомілкової кістки                               |
| (S86.7) | Численні м'язів і сухожиль гомілки                                                                     |
| (S86.8) | Травма інших м'язів і сухожиль гомілки                                                                 |
| (S86.9) | Травма неуточнених м'язів і сухожиль гомілки                                                           |
| (S87)   | Розтрощення (розчавлення) гомілки                                                                      |
| (S87.0) | Розтрощення колінного суглоба                                                                          |
| (S87.8) | Інші та неуточнені розтрощення гомілки                                                                 |
| (S88)   | Травматична ампутація гомілки                                                                          |
| (S88.0) | Травматична ампутація нижче коліна                                                                     |
| (S88.1) | Травматична ампутація на рівні між коліном і щиколоткою                                                |
| (S88.9) | Травматична ампутація гомілки, локалізація неуточнена                                                  |
| (S89)   | Інші та неуточнені травми гомілки                                                                      |
| (S89.7) | Численні травми гомілки                                                                                |
| (S89.8) | Інші уточнені травми гомілки                                                                           |
| (S89.9) | Неуточнені травми гомілки                                                                              |

### (S90-S99) Травми гомілковостопного суглоба та стопи
| (S90)   | Поверхнева травма гомілковоступневого суглоба та ступні                                                        |
| (S90.0) | Контузія щиколотки                                                                                             |
| (S90.1) | Контузія пальця (ів) ступні без пошкодження нігтів                                                             |
| (S90.3) | Контузія інших та неуточнених частин ступні                                                                    |
| (S90.7) | Численні поверхневі травми щиколотки і ступні                                                                  |
| (S90.8) | Інші поверхневі травми щиколотки і ступні                                                                      |
| (S90.9) | Неуточнена поверхнева травма щиколотки і ступні                                                                |
| (S91)   | Відкрита рана гомілковоступневого суглобу та ступні                                                            |
| (S91.0) | Відкрита рана гомілкоступневого суглоба                                                                        |
| (S91.1) | Відкрита рана пальця (ів) ступні без пошкодження нігтя                                                         |
| (S91.2) | Відкрита рана пальця (ів) ступні з пошкодженням нігтя                                                          |
| (S91.3) | Відкрита рана інших частин ступні                                                                              |
| (S91.7) | Численні відкриті рани голеноступневого суглобу та ступні                                                      |
| (S92)   | Перелом ступні, за винятком гомілковоступневого суглоба                                                        |
| (S92.0) | Перелом п'яткової кістки                                                                                       |
| (S92.1) | Перелом таренної кістки                                                                                        |
| (S92.2) | Перелом іншої передплюсневої кістки (ок)                                                                       |
| (S92.3) | Перелом плюсневої кістки                                                                                       |
| (S92.4) | Перелом великого пальця ступні                                                                                 |
| (S92.5) | Перелом інших пальців ступні                                                                                   |
| (S92.7) | Численні переломи ступні                                                                                       |
| (S92.9) | Переломи ступні, неуточнені                                                                                    |
| (S93)   | Вивих, деформація, розтягнення суглобів та зв'язок в області гомілковоступневого суглоба та ступні             |
| (S93.0) | Вивих гомілковоступневого суглоба                                                                              |
| (S93.1) | Вивих пальця (ів) ступні                                                                                       |
| (S93.2) | Розрив зв'язок в області гомілкоступневого суглоба                                                             |
| (S93.3) | Вивих інших та неуточнених ділянок ступні                                                                      |
| (S93.4) | Розтягнення і деформація гомілкоступневого суглоба                                                             |
| (S93.5) | Розтягнення і деформація пальця (ів) ступні                                                                    |
| (S93.6) | Розтягнення і деформація інших та неуточнених ділянок ступні                                                   |
| (S94)   | Травма нервів в області гомілковоступневого суглоба та ступні                                                  |
| (S94.0) | Травма бокового підошовного нерва                                                                              |
| (S94.1) | Травма серединного підшовного нерва                                                                            |
| (S94.2) | Травма глибокого малогомілкового нерва в області щиколотки і ступні                                            |
| (S94.3) | Травма сенсорного нерва шкіри в області щиколотки і ступні                                                     |
| (S94.7) | Травма численних нервів в області щиколотки і ступні                                                           |
| (S94.8) | Травма інших нервів в області щиколотки і ступні                                                               |
| (S94.9) | Пошкодження неуточнених нервів в області щиколотки і ступні                                                    |
| (S95)   | Травма кровоносних судин в області гомілковоступневого суглоба та ступні                                       |
| (S95.0) | Пошкодження дорсальної артерії ступні                                                                          |
| (S95.1) | Пошкодження підшовної артерії ступні                                                                           |
| (S95.2) | Пошкодження дорсальної вени ступні                                                                             |
| (S95.7) | Пошкодження численних кровоносних судин в області гомілкоступневого суглоба та ступні                          |
| (S95.8) | Пошкодження інших кровоносних судин в області гомілкоступневого суглоба та ступні                              |
| (S95.9) | Пошкодження неуточнених кровоносних судин в області гомілковоступневого суглобу та ступні                      |
| (S96)   | Травма м'яза та сухожилля в області гомілковоступневого суглоба та ступні                                      |
| (S96.0) | Пошкодження м'яза і сухожялля довгого згинального м'яза пальця в області гомілкоступневого суглоба та ступні   |
| (S96.1) | Пошкодження м'яза і сухожилля довгого розгинального м'яза пальця в області гомілкоступневого суглоба та ступні |
| (S96.2) | Пошкодження внутрішнього м'яза і сухожилля в області гомілкоступневого суглоба та ступні                       |
| (S96.7) | Пошкодження численних м'язів і сухожиль в облсті гомілкоступневого суглоба та ступні                           |
| (S96.8) | Пошкодження інших м'язів і сухожиль в області гомілкоступневого суглоба та ступні                              |
| (S96.9) | Пошкодження неуточнених м'язів і сухожиль в облассті гомілкоступневого суглоба та ступні                       |
| (S97)   | Розтрощення (роздавлення) гомілковоступневого суглоба та ступні                                                |
| (S97.0) | Розтрощення гомілкоступневого суглоба                                                                          |
| (S97.1) | Розтрощення пальця(ів) ступні                                                                                  |
| (S97.8) | Розтрощення інших ділянок гомілкоступневого суглоба та ступні                                                  |
| (S98)   | Травматична ампутація гомілковоступневого суглоба та ступні                                                    |
| (S98.0) | Травматична ампутація ступні на рівні щиколотки                                                                |
| (S98.1) | Травматична ампутація одного пальця ступні                                                                     |
| (S98.2) | Травматична ампутація двох чи більше пальців ступні                                                            |
| (S98.4) | Травматична ампутація ступні, рівень неуточнений                                                               |
| (S99)   | Інші та неуточнені травми гомілковоступневого суглоба та ступні                                                |
| (S99.7) | Численні пошкодження гомілкоступневого суглобу та ступні                                                       |
| (S99.9) | Неуточнені пошкодження гомілкоступневого суглобу та ступні                                                     |

## Виноски
1. ↑  International Statistical Classification of Diseases and Related Health Problems 10th Revision. Version:2015 (англ.). World Health Organization. Процитовано 15 листопада 2015. (англ.)
2. ↑  Клініко-статистична класифікація хвороб, розроблена на базі МКХ-10 (проект) (укр.). Міністерство охорони здоров'я України. Процитовано 15 листопада 2015. (укр.)